# Opuntia megacantha
Opuntia megacantha ist eine Pflanzenart in der Gattung der Opuntien (Opuntia) aus der Familie der Kakteengewächse (Cactaceae). Das Artepitheton megacantha leitet sich von den griechischen Worten megas für ‚groß‘ sowie akanthos für ‚Dorn‘ ab.

## Beschreibung
Opuntia megacantha wächst strauchig bis baumähnlich und erreicht eine Wuchshöhe von 4 bis 5 Metern. Manchmal werden Stämme ausgebildet. Die umgekehrt-eiförmigen bis länglichen Triebabschnitte sind grün bis leicht graugrün. Sie sind 40 bis 60 (und mehr) Zentimeter lang. Die kleinen Laubblätter sind grün oder violett. Die kleinen bräunlichen Areolen stehen 4 bis 5 Zentimeter auseinander und tragen kleine gelbe, früh abfallende Glochiden. Die 1 bis 5 weißlichen, auseinanderlaufenden Dornen sind 2 bis 3 Zentimeter lang.
Die gelben bis orangen Blüten erreichen eine Länge von bis zu 8 Zentimetern. Die Früchte sind 7 bis 8 Zentimeter lang.
Die Chromosomenzahl beträgt 2n = 88.

## Verbreitung und Systematik
Opuntia megacantha ist in den mexikanischen Bundesstaaten San Luis Potosí, Aguascalientes, Guanajuato und Zacatecas verbreitet.
Die Erstbeschreibung wurde 1834 von Joseph zu Salm-Reifferscheidt-Dyck veröffentlicht. Ein nomenklatorisches Synonym ist Opuntia robusta var. megacantha (Salm-Dyck) Schelle (1907).

## Verwendung
In Mexiko wurde der Saft von Opuntia megacantha mit Talg vermischt, um Kerzen herzustellen.

## Nachweise